# لیپوپروتئین پرچگالی
لیپوپروتئین پرچگالی یا اچ‌دی‌ال (به انگلیسی: High Density Lipoprotein) (در زبان‌عام کلسترول خوب) نوعی لیپوپروتئین هستند که به اچ دی ال (به انگلیسی: HDL) نیز معروفند.
این دسته از لیپوپروتئین‌ها کلسترول را از بافت‌های خارج کبدی به کبد به منظور دفع در صفرا تسریع می‌کنند.
میزان مناسب این نوع لیپوپروتئین‌ها در خون، خطر ابتلا به بیماری کُرونِری قلبی را کاهش می‌دهد.
| چگالی (g/mL) | گروه                  | قطر (nm) | % پروتئین | % کلسترول | % فسفولیپید | % triacylglycerol & cholesterol ester |
| >۱٫۰۶۳       | HDL                   | ۵–۱۵     | ۳۳        | ۳۰        | ۲۹          | ۴                                     |
| ۱٫۰۱۹–۱٫۰۶۳  | LDL                   | ۱۸–۲۸    | ۲۵        | ۵۰        | ۲۱          | ۸                                     |
| ۱٫۰۰۶–۱٫۰۱۹  | IDL                   | ۲۵–۵۰    | ۱۸        | ۲۹        | ۲۲          | ۳۱                                    |
| ۰٫۹۵–۱٫۰۰۶   | لیپوپروتئین بس کم‌چگال | ۳۰–۸۰    | ۱۰        | ۲۲        | ۱۸          | ۵۰                                    |
| <0.۹۵        | کیلومیکرون            | ۱۰۰-۱۰۰۰ | <2        | ۸         | ۷           | ۸۴                                    |

## جستارهای دیگر
- لیپوپروتئین کم چگال